# Згар (притока Титиж)
Згар (рос. Згор)  — річка в Шепетівському й Звягельському районах, Хмельницька й Житомирська область, Україна. Ліва притока Титижу (басейн Прип'яті).

## Опис
Довжина річки 17 км. Висота витоку річки над рівнем моря — 221 м; висота гирла над рівнем моря — 214 м; падіння річки — 7 м; похил річки — 0,42 м/км, найкоротша відстань між витоком і гирлом — 12,33 км, коефіцієнт звивистості річки — 1, 38. Формується багатьма безіменними струмками. Площа басейну водозбору 53,2 км².

## Розташування
Бере початок на північний схід від села Бесідки. Тече переважно на північний захід. Протікає в межах сіл Косенів, Крайня Деражня, Середня Деражня, Велика Деражня. У селі Калинівка впадає в річку Титиж, праву притоку Случі.